# 安德鲁·许
安德鲁·许（英語：Andrew Heo，2001年3月7日—），美国短道速滑运动员，曾代表美国参加2022年冬季奥林匹克运动会。

## 职业生涯
许在2020年四大洲短道速滑锦标赛上获得了5000米接力铜牌。
许代表美国参加了2022年冬季奥林匹克运动会短道速滑男子1000米比赛，排名第7。

## 个人生活
安德鲁·许的哥哥亚伦（Aaron）也是一名短道速滑运动员，代表美国参加2016年冬季青年奧林匹克運動會。